# Opkanten
Opkanten is de benaming die met name door kajakvaarders gebruikt wordt voor een techniek om een stuurbeweging of de stabiliteit te versterken, bijvoorbeeld op stromend water en bij wind en golven.
Door bij het vooruitvaren op te kanten, dat wil zeggen de boot naar een kant te hellen, wordt het onder water liggende deel van de boot dusdanig asymmetrisch dat er een soort vliegtuigvleugeleffect optreedt. Dat wil zeggen als je links opkant, met het linkerbeen het kajakdek omhoog duwt, krijg je een koerswijking naar links en vice versa. Hoe sterk het effect is, hangt van de rompvorm, hellingsgraad en de snelheid van het betreffende vaartuig. Boten die er heel gevoelig voor zijn, kunnen er dan ook door gestuurd worden. Een onervaren peddelaar die scheef in zijn boot zit kan zo echter ook veel energie verspillen aan het corrigeren van zijn koers omdat de boot dan voortdurend naar een kant afwijkt. Continu opkanten kan zo echter ook oploeven compenseren.

In meerpersoonskajaks zijn deze technieken moeilijk te coördineren en die hebben dan ook vaak een roertje dat via kabels met de voeten bediend wordt.
Bij zijwaarts verplaatsen is het in de regel effectiever om op te kanten in de richting die je uit gaat, dus links opkanten als je naar links beweegt en vice versa.
Bij kanovaren met een enkelbladige peddel wordt het hellen van een kano vaak 'leunen' in plaats van opkanten genoemd. Rechts leunen is dan links opkanten en vice versa. 